# Echinopericlimenes hertwigi
Echinopericlimenes hertwigi is een garnalensoort uit de familie van de Palaemonidae. De wetenschappelijke naam van de soort is voor het eerst geldig gepubliceerd in 1913 door Balss als Periclimenes hertwigi.